# Secret Service in Darkest Africa
Secret Service in Darkest Africa é um filme seriado estadunidense, em 15 episódios, de 1943, dos gêneros aventura e guerra, dirigido por Spencer Bennett, roteirizado por Royal K. Cole, Ronald Davidson, Basil Dickey, Jesse Duffy, Joseph O'Donnell, Joseph F. Poland. Produzido e distribuido pela Republic Pictures, foi interpretado por Rod Cameron, Joan Marsh e Duncan Renaldo, e veiculou nos cinemas estadunidenses a partir de 24 de julho de 1943.
Foi relançado em 1954 sob o título Manhunt in the African Jungles, e em 1966, pela televisão, sob o título The Baron's African War, numa versão de 100 minutos.

## Sinopse
Durante a Segunda Guerra Mundial, um agente americano, no Norte da África, luta para impedir que os nazistas formem uma aliança com os árabes.

## Episódios
- 1- North African Intrigue
- 2- The Charred Witness
- 3- Double Death
- 4- The Open Grave
- 5- Cloaked in flame
- 6- Dian of Doom
- 7- Murder Dungeon
- 8- Funeral arrangements completed
- 9- Invisible Menace
- 10- Raging Peril
- 11- Lightning Terror
- 12- Ceremonial Execution
- 13- Fatal Leap
- 14- Victim of Villainy
- 15- Nazi Treachery Unmasked

## Elenco
- Rod Cameron ....... Rex Bennett
- Joan Marsh ....... Janet Blake
- Duncan Renaldo ....... Capitão Pierre LaSalle
- Lionel Royce ....... Barão Rommler / Sultão Abu Ben-Alí
- Kurt Kreuger ……. Ernst Muller
- Frederic Brunn ……. Wolfe
- Sigurd Tor ……. Luger
- Georges Renavent ……. Armand
- Kurt Katch ……. Kurt Hauptmann
- Ralf Harolde ……. Capitão
- Wilhelm Von Brincken ……. Capitão Boschert (como William Vaughn)
- William Yetter ……. Comandante do Submarino

## Produção
A caracterização do agente federal Rex Bennett no seriado anterior G-Men vs The Black Dragon, também da Republic Pictures, em 1943, foi tão convincente, na atuação de Rod Cameron, que a Republic, rapidamente, mudou seu próximo seriado, já em produção, para o papel de Cameron. Assim, o seriado "Secret Service in Darkest Africa" se tornou uma seqüência não oficial, com Rod Cameron interpretando o mesmo Rex Bennett, e a personagem feminina, interpretada por Joan Marsh, como uma britânica, a exemplo de G-Men vs. the Black Dragon.

## Lançamento

### Cinemas
A data oficial do lançamento do seriado foi 24 de julho de 1943, apesar de essa ser a data da disponibilização do sétimo capítulo.
O seriado foi relançado em 5 de abril de 1954, sob o novo título de Manhunt in the African Jungles entre Trader Tom of the China Seas and Man with the Steel Whip.

### Televisão
Secret Service in Darkest Africa foi um dos vinte e seis seriados da Republic relançados pela televisão em 1966. O título foi mudado para The Baron's African War, e a versão foi cortada para 100 minutos.